# Damian Lynch
Damian Lynch (Dublino, 31 luglio 1979) è un ex calciatore irlandese, che giocava come difensore.
È fratello di Aidan Lynch.
Milita nel St. Patrick's Athletic, squadra di FAI Premier Division. Con la maglia dei Pats ha anche giocato 11 partite in Coppa UEFA.

## Palmarès

### Club

#### Competizioni nazionali
- Campionato irlandese: 1

Drogheda United: 2007
- Coppa d'Irlanda: 1

Drogheda United: 2005

#### Competizioni giovanili
- FA Youth Cup: 1

Leeds United: 1996-1997